# 八棵树镇
八棵树镇，是中华人民共和国辽宁省铁岭市开原市下辖的一个乡镇级行政单位。

## 行政区划
八棵树镇下辖以下地区：
叶家村、前耿王庄村、貂皮屯村、夏家村、陈家村、下窝棚村、柳树沟村、荒地村、石场村、大西沟村、松树沟村、八棵树村、太平沟村、官粮窖村、古城子村、八道岗子村、东耿王庄村和孟家沟村。